# Waldemar Kobus

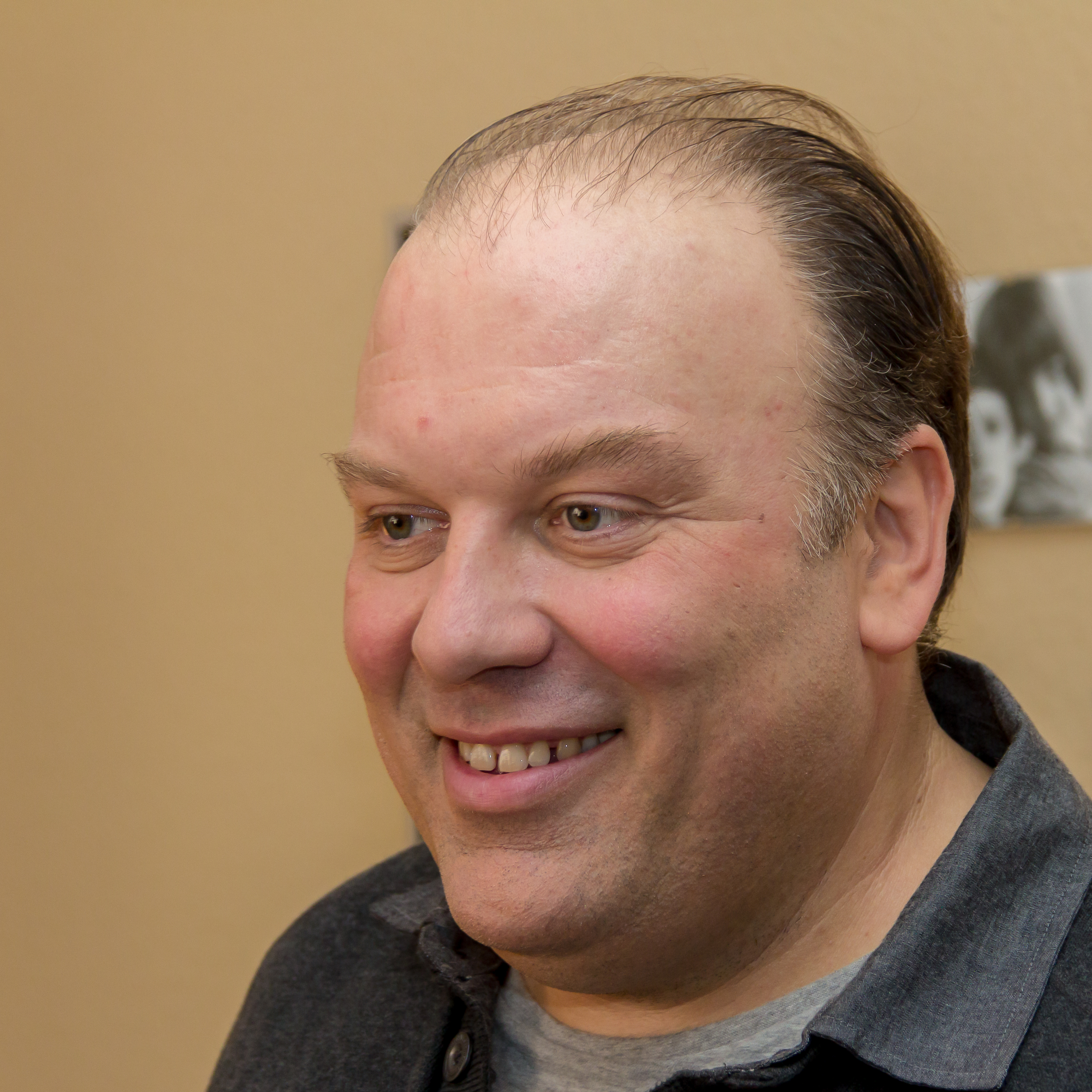
Waldemar Kobus, 2014

Waldemar Kobus (* 1966 in Szczytno (deutsch Ortelsburg), Polen) ist ein deutscher Schauspieler.

## Leben und Karriere
Waldemar Kobus kam 1970 als Aussiedler aus Polen nach Düren und wuchs dort auf. Er besuchte das Stiftische Gymnasium. Von 1988 bis 1991 absolvierte er eine Schauspielausbildung an der Otto-Falckenberg-Schule in München, anschließend folgten zahlreiche Theaterengagements in Frankfurt, Bochum, Stuttgart, Zürich, Wien und Köln. Seit Anfang der 1990er steht er vor der Kamera, seit 2001 liegt dort der Schwerpunkt seiner Arbeit.
Außer durch Auftritte in Fernsehserien ist er einem breiten Publikum durch die Rolle des verfressenen Polizisten Viktor Schimanek (#2) in der Comedyserie Alles Atze (RTL) bekannt geworden. International sorgte seine Darstellung des amoralischen SS-Mannes Günther Franken in Paul Verhoevens Black Book für Aufmerksamkeit.
Im Jahre 2007 sprach er den Yeti in Michael Herbigs Animationsfilm Lissi und der wilde Kaiser und stand für den Film Speed Racer von Andy und Larry Wachowski sowie als Polizeichef von Berlin in Bryan Singers Operation Walküre – Das Stauffenberg-Attentat vor der Kamera. In Herbigs Wickie und die starken Männer (2009) und dessen Fortsetzung spielte Kobus den Wikingerhäuptling Halvar von Flake. 2011 spielte er in der Kinokomödie Ein Tick anders, 2012 in Das Haus der Krokodile.
Waldemar Kobus ist mit der Theater- und Filmschauspielerin Traute Hoess verheiratet und wohnt in Berlin. Als Stimmungssänger im Kölner Karneval singt er Lieder des Komponisten-/Texterduos Klaus Fehling und Uli Winters.

## Filmografie (Auswahl)

### Kino
- 1992: Ein Fall für TKKG: Drachenauge
- 1999: Sonnenallee
- 2003: Narren
- 2004: Besser als Schule
- 2004: (T)Raumschiff Surprise – Periode 1
- 2006: Black Book
- 2006: Die Österreichische Methode
- 2007: Reine Geschmacksache
- 2007: Rennschwein Rudi Rüssel 2 – Rudi rennt wieder!
- 2007: Freischwimmer
- 2007: Lissi und der wilde Kaiser (Sprechrolle)
- 2008: Speed Racer
- 2008: Buffalo Soldiers ’44 – Das Wunder von St. Anna
- 2008: Operation Walküre – Das Stauffenberg-Attentat (Valkyrie)
- 2009: Die Wilden Hühner und das Leben
- 2009: Hinter Kaifeck
- 2009: Liebe Mauer
- 2009: Wickie und die starken Männer
- 2010: Nemesis
- 2010: Jud Süß – Film ohne Gewissen
- 2010: Hochzeitspolka
- 2011: Ein Tick anders
- 2011: Wickie auf großer Fahrt
- 2012: Das Haus der Krokodile
- 2012: Russendisko
- 2013: Die schwarzen Brüder
- 2017: Wendy – Der Film
- 2017: Die Frau des Zoodirektors (The Zookeeper’s Wife)
- 2017: Das Pubertier – Der Film
- 2017: Der Hauptmann
- 2018: Wendy 2 – Freundschaft für immer
- 2019: Ein verborgenes Leben (A Hidden Life)
- 2020: Die Wolf-Gäng
- 2022: The Magic Flute – Das Vermächtnis der Zauberflöte
- 2023: Seneca – Oder: Über die Geburt von Erdbeben (Seneca)

### Fernsehen
- 1994, 2004: Ein Fall für zwei (Fernsehserie, verschiedene Rollen, 2 Folgen)
- 1995: Stadtklinik (Fernsehserie, Folge Die Ärztekammer)
- 1996: Der Bergdoktor (Fernsehserie, Folge Herz-Jesu-Feuer)
- 1998: Balko (Fernsehserie, Folge Null Toleranz)
- 1998: SK-Babies (Fernsehserie, Folge Die Fliege)
- 1999: Tatort: Martinsfeuer (Fernsehreihe)
- 2001: Schimanski: Kinder der Hölle (Fernsehreihe)
- 2001: Tatort: Mördergrube
- 2002–2003: Ritas Welt (Fernsehserie, 2 Folgen)
- 2002: SK Kölsch (Fernsehserie, Folge Altes Eisen)
- 2002: Sternenfänger (Fernsehserie, 9 Folgen)
- 2002: Wilsberg: Wilsberg und der Tote im Beichtstuhl (Fernsehreihe)
- 2003: Die Cleveren (Fernsehserie, 2 Folgen)
- 2003: Das Wunder von Lengede
- 2003, 2004: Nikola (Fernsehserie, verschiedene Rollen, 2 Folgen)
- 2003–2023: SOKO Köln (Fernsehserie, verschiedene Rollen, 4 Folgen)
- 2004: Stauffenberg
- 2004: Die Wache (Fernsehserie, Folge Der Eismann)
- 2004: Die Sitte (Fernsehserie, Folge Tödliche Rast)
- 2004: Das Zimmermädchen und der Millionär
- 2004: Typisch Mann! (Fernsehserie, Folge Heimwerker)
- 2004: Tatort: Abschaum
- 2004: Tatort: Abgezockt
- 2004: Die Rettungsflieger (Fernsehserie, Folge Der kleine Held)
- 2004–2007: Alles Atze (Fernsehserie, 34 Folgen)
- 2005: Der Dicke/Die Kanzlei (Fernsehserie, Folge Südseeträume)
- 2005: Der Vater meiner Schwester
- 2005: Arnies Welt
- 2006, 2011: Großstadtrevier (Fernsehserie, verschiedene Rollen, 2 Folgen)
- 2007: Tatort: Liebeshunger
- 2007: Notruf Hafenkante (Fernsehserie, Folge Das brennende Brautkleid)
- 2007: Doppelter Einsatz (Fernsehserie, Folge Nackte Angst)
- 2007: Das Gelübde
- 2008: Post Mortem – Beweise sind unsterblich (Fernsehserie, Folge Schutzlos)
- 2008: Schade um das schöne Geld
- 2009: Der Kapitän (Fernsehserie, 2 Folgen)
- 2009: Killerjagd. Töte mich, wenn du kannst
- 2009: Polizeiruf 110: Fehlschuss (Fernsehreihe)
- 2010: Rennschwein Rudi Rüssel (Fernsehserie, Folge Rudi und Rudi)
- 2010: Der letzte Bulle (Fernsehserie, Folge Ein Stern über Essen)
- 2010: Die Pfefferkörner (Fernsehserie, Folge Abgefahren)
- 2011: Danni Lowinski (Fernsehserie, Folge Wintermärchen)
- 2011: Visus – Expedition Arche Noah
- 2011: An einem Tag in Duisburg – Todesfalle Loveparade
- 2011: Heiter bis tödlich: Nordisch herb (Fernsehserie, 5 Folgen)
- 2011: SOKO Leipzig (Fernsehserie, Folge Feuerteufel)
- 2012: Eine Hand wäscht die andere
- 2012–2015: Die LottoKönige (Fernsehserie, 18 Folgen)
- 2013: Letzte Spur Berlin (Fernsehserie, Folge Familienehre)
- 2014: Der letzte Kronzeuge – Flucht in die Alpen (Fernsehfilm)
- 2014: Die Fahnderin
- 2014: Schlaflos in Istanbul
- 2014: Kommissar Dupin: Bretonische Brandung (Fernsehreihe)
- 2015: Sesamstrasse präsentiert: Der Schatz des Käpt’n Karotte (Fernsehreihe)
- 2015: Aus der Kurve
- 2015–2018: Nord Nord Mord (Fernsehreihe)
  - 2015: Clüvers Geheimnis
  - 2016: Clüver und der tote Koch
  - 2017: Clüver und die wilde Nacht
  - 2017: Clüver und der König von Sylt
  - 2018: Clüver und der leise Tod
- 2016: Der Athen-Krimi – Trojanische Pferde (Fernsehreihe)
- 2016: Wilsberg: In Treu und Glauben
- 2017: Der Staatsanwalt (Fernsehserie, Folge Rheingau blutrot)
- 2017: Babylon Berlin (Fernsehserie, 4 Folgen)
- 2017: Triff … (Fernsehserie, Folge Triff Martin Luther)
- 2018: Alarm für Cobra 11 – Die Autobahnpolizei (Fernsehserie, Folge Held der Straße)
- 2018: Beat (Fernsehserie, 6 Folgen)
- 2018: Hubert und Staller – Eine schöne Bescherung
- 2019: Polizeiruf 110: Heimatliebe
- 2020: Die Chefin (Fernsehserie, Folge Schuld)
- 2020: ÜberWeihnachten (Miniserie)
- 2021: Goldjungs (Fernsehfilm)
- 2023: Die Therapie (Fernsehserie, 1x01–1x06)
- 2023: Sechs auf einen Streich – Das Märchen von der Zauberflöte (Fernsehfilm)
- 2024: Sisi (Fernsehserie)

## Auszeichnungen
- 2021: Preis der Deutschen Akademie für Fernsehen in der Kategorie „Schauspieler Nebenrolle“ für Goldjungs